# Kanton Plélan-le-Petit
Der Kanton Plélan-le-Petit war bis 2015 ein französischer Wahlkreis im Arrondissement Dinan, im Département Côtes-d’Armor und in der Region Bretagne; sein Hauptort war Plélan-le-Petit.

## Gemeinden
| Gemeinde               | Bretonisch          | Einwohner (2022) | Fläche (km²) | Code postal | Code Insee |
| ---------------------- | ------------------- | ---------------- | ------------ | ----------- | ---------- |
| La Landec              | Lannandeg           | 749              | 7.59         | 22980       | 22097      |
| Languédias             | Langadiarn          | 558              | 8.61         | 22980       | 22104      |
| Plélan-le-Petit        | Plelann-Vihan       | 1.947            | 21.23        | 22980       | 22180      |
| Plorec-sur-Arguenon    | Ploareg             | 445              | 13.65        | 22130       | 22205      |
| Saint-Maudez           | Sant-Maodez         | 285              | 5.09         | 22980       | 22315      |
| Saint-Méloir-des-Bois  | Sant-Melar          | 272              | 6.13         | 22980       | 22317      |
| Saint-Michel-de-Plélan | Sant-Mikael-Plelann | 320              | 7.24         | 22980       | 22318      |
| Trébédan               | Trebêran            | 439              | 10.97        | 22980       | 22342      |
| Vildé-Guingalan        | Gwilde-Gwengalan    | 1.294            | 7.35         | 22980       | 22388      |

## Bevölkerungsentwicklung
| 1962 | 1968 | 1975 | 1982 | 1990 | 1999 | 2006 | 2012 |
| ---- | ---- | ---- | ---- | ---- | ---- | ---- | ---- |
| 4329 | 4345 | 4370 | 4781 | 4880 | 4736 | 5403 | 5950 |